# Palmas de Monte Alto (ort)
Palmas de Monte Alto är en ort i Brasilien.   Den ligger i kommunen Palmas de Monte Alto och delstaten Bahia, i den östra delen av landet, 500 km öster om huvudstaden Brasília. Palmas de Monte Alto ligger 565 meter över havet och antalet invånare är 7 091.
Terrängen runt Palmas de Monte Alto är platt åt nordväst, men åt sydost är den kuperad. Runt Palmas de Monte Alto är det mycket glesbefolkat, med 6 invånare per kvadratkilometer.. Det finns inga andra samhällen i närheten.
Omgivningarna runt Palmas de Monte Alto är huvudsakligen savann.